# Чаплина
Ча́плина — річка в Україні, в межах Синельниківського району Дніпропетровської області. Ліва притока Самари (басейн Дніпра). На картах 19 сторіччя називається Мокра Чаплинка.

## Опис
Довжина 40 км, площа водозбірного басейну 399 км². Похил річки 2,3 м/км. Долина трапецієподібна, завширшки до 2 км, завглибшки до 50 м. Заплава завширшки 0,2—0,3 км. Річище помірно звивисте. Влітку на окремих ділянках пересихає. Використовується на зрошування. Є ставки і два водосховища.

## Розташування
Чаплина бере початок біля південної околиці села Хуторо-Чаплине (на захід від смт Просяна). Тече переважно на північ. Впадає в Самару між селами Миколаївка і Дмитрівка.
Найбільше село над річкою — Хуторо-Чаплине. За 2 км на захід від нього — селище Чаплине.

## Притоки
- Балка Купрієва (права).